# Ethiopian Basketball Federation
Der Äthiopische Basketballverband (englisch: Ethiopian Basketball Federation) ist der offizielle Basketball-Verband in Äthiopien. Er hat seinen Sitz in Addis Abeba.

## Geschichte und Aufgaben
Seit 1949 ist der Verband Mitglied der Fédération Internationale de Basketball (FIBA) und damit auch der FIBA Afrika. Präsident des Verbandes ist zur Zeit Ashebir Woldegiorgis Gayo. Der Verband ist für die Organisation, Leitung und Entwicklung des Basketballsports in Äthiopien verantwortlich. Der Verband vertritt Basketball gegenüber Behörden sowie nationalen und internationalen Sportorganisationen. Zusätzlich verteidigt der Verband auch die moralischen und materiellen Interessen des äthiopischen Basketballs. Der Verband organisiert die nationale Meisterschaft und ist für die Äthiopische Basketballnationalmannschaft der Herren und die Äthiopische Basketballnationalmannschaft der Damen verantwortlich.

## Infos zum Verband
| Kriterium                   | Fakten      |
| --------------------------- | ----------- |
| Gründungsjahr des Verbandes |             |
| FIBA-Mitglied               | Ja          |
| Jahr des FIBA-Beitritts     | 1949        |
| Kontinentaler Verband       | FIBA Afrika |
| Sitz des Verbandes          | Addis Abeba |
| Sonstiges                   |             |
| Höchste Liga                |             |

## Liste von Präsidenten
| Name                      | von | bis | Beleg |
| ------------------------- | --- | --- | ----- |
| Ashebir Woldegiorgis Gayo |     |     | [ 1 ] |
| Murugeta Mekonnin         |     |     |       |
| Mariam Beran              |     |     | [ 2 ] |

## Liste von Generalsekretären
| Name        | von | bis | Beleg       |
| ----------- | --- | --- | ----------- |
| Haile Yimer |     |     | [ 1 ] [ 3 ] |